# Reanimation
„Reanimation“ (в превод „Реанимация“) е албум на американската нео-метъл група Linkin Park. Включва преработки на всички парчета от първия им албум – „Hybrid Theory“.
Идеята на Linkin Park е била да се отклони напълно от досегашния си стил. По този проект те работят съвместно с много други изпълнители. Още след излизането на „Hybrid Theory“, единственият въпрос, който е притеснявал групата, е този как да бъдат различни. В „Renimation“ групата използва нови инстументи, технологии и т.н. Още от самото начало групата е имала идеята да направи ремикс на „Hybrid Theory“. Искали са да покажат различните страни на една песен, как може да звучи, как може да се промени... В повечето песни е променен и текстът. Участват рап, рок и DJ изпълнители: Jay Gordon, Evidence, Josh Abraham, Kutmasta Kurt, Alchemist, X-ecutioners, Pharoahe Monch, DJ Babu, Aaron Lewis, Planet Asia, Rasco, Chali 2NA, Black Thought и Aceyalone. Друга особеност на „Reanimation“ е неговата структура – с интро, което е основният мотив от последната песен.
Албумът съдържа и мултимедийно приложение с клипа на PTS.OF.ATHRTY. Обложката е съставена от шест основни лица, на всяка от която е нарисуван „Street Soldier“. На главното лице той е съставен от шест части, всяка от която представлява един член от групата. Албумът е продуциран от самия Майк Шинода, което е позволило пряк контрол над него, създаден е с подкрепата на Warner Bros, Machine Shop Recordings, enhancedCD, Quick Time и Macromedia.

## Още за албума
- GOLD – 9 юни 2002
- PLATINUM – 9 юни 2002
- Най-продаваният албум с ремикси в световната музикална история.

## Песни
1. Opening – 1:07
2. Pts.of.Athrty (с участието на Jay Gordon) – 3:44
3. Enth E Nd (Kutmasta Kurt с участието на Motion Man) – 4:00
4. Chali – 0:24
5. Frgt/10 (Alchemist с участието на Chali 2na) – 3:33
6. P5hng Me A*wy (Mike Shinoda с участието на Stephen Richards) – 4:38
7. Plc. 4 Mie HÆd (усилвател на живо с участието на Zion) – 4:21
8. X-Ecutioner Style (с участието на Black Thought) – 1:51
9. H! Vltg3 (Evidence Pharoahe Monch и DJ Babu) – 3:31
10. Riff Raff – 0:22
11. Wth>You (Chairman Hahn с участието на Aceyalone) – 4:08
12. Ntr\Mssion – 0:25
13. Ppr:Kut (Cheapshot and Jubacca с участието на Rasco и Planet Asia) – 3:32
14. Rnw@y (Backyard Bangers featuring Phoenix Orion) – 3:14
15. My Dsmbr – 4:18
16. Stef – 0:10
17. By_Myslf (Josh Abraham и Mike Shinoda) – 3:45
18. Kyur4 Th Ich (Chairman Hahn) – 2:32
19. 1stp Klosr (The Humble Brothers с участието на John Davis) – 5:47
20. Krwlng (Mike Shinoda с участието на Aaron Lewis) – 5:43